# Myrosław Sławow
Myrosław Dmytrowycz Sławow, ukr. Мирослав Дмитрович Славов, niem. Miro Slavov (ur. 8 września 1990 w Kijowie) – ukraiński piłkarz, grający na pozycji napastnika. Posiada obywatelstwo austriackie.

## Kariera piłkarska

### Kariera klubowa
W wieku 4 lat wyemigrował wraz z rodzicami do Austrii, gdzie zaczął grać w piłkę nożną. Wychowanek różnych austriackich klubów Austria Wiedeń, Rapid Wiedeń i First Vienna. W 2008 rozpoczął karierę piłkarską we francuskim Girondins Bordeaux, ale występował jedynie w drugiej drużynie klubu. 27 sierpnia 2010 przeszedł do Anży Machaczkała. W lipcu 2011 został wypożyczony na rok do Metałurha Donieck. Latem 2012 podpisał kontrakt z First Vienna. 27 stycznia 2014 został piłkarzem Kremser SC. Podczas przerwy zimowej sezonu 2015/16 przeniósł się do klubu Berliner AK 07. W czerwcu 2017 otrzymał zaproszenie do Chemnitzer FC. 25 czerwca 2018 zmienił klub na VfR Aalen. 3 września 2018 przeszedł do duńskiego Vendsyssel FF. W styczniu 2019 przeniósł się do Khorfakkan Club z Emiratów Arabskich. 5 sierpnia 2019 został piłkarzem Riga FC. 31 stycznia 2020 podpisał kontrakt z Shahr Khodro FC.

### Kariera reprezentacyjna
W 2008 debiutował w reprezentacji U-17. Występował również w juniorskiej reprezentacji U-19. W latach 2012–2014 bronił barw młodzieżowej reprezentacji Ukrainy.

## Sukcesy i odznaczenia

### Sukcesy klubowe
Metałurh Donieck
- finalista Pucharu Ukrainy: 2011/12

Riga FC
- mistrz Łotwy: 2019